# Burgstall Illenschwang
Der Burgstall Illenschwang bezeichnet eine abgegangene mittelalterliche Niederungsburg etwa 620 Meter nordwestlich der Kirche in Illenschwang, einem heutigen Ortsteil der Gemeinde Wittelshofen im Landkreis Ansbach in Bayern.
Als möglicher Besitzer der 1246 erwähnten Burg, von der keine Reste erhalten sind, wird Konrad von Sinbronn genannt. Die Burg zeichnet sich in Form einer gerundet rechteckigen Wallanlage von ca. 55 × 42 m Größe im Gelände ab. Der Wall besitzt eine Basisbreite von ca. 12 m und ist nur noch als eine max. 30 cm hohe Erhebung im Gelände zu erahnen.